# استفان جامبو
استفان جامبو (انگلیسی: Stefan Jambo؛ زادهٔ ۲ اوت ۱۹۵۸) بازیکن فوتبال اهل آلمان است.
از باشگاه‌هایی که در آن بازی کرده‌است می‌توان به باشگاه فوتبال زاربروکن، باشگاه فوتبال میوندالن، باشگاه فوتبال ماینتس ۰۵، و باشگاه فوتبال نورنبرگ اشاره کرد.